# Die gläserne Zelle
Die gläserne Zelle är en tysk dramafilm från 1978 i regi av Hans W. Geißendörfer.
Filmen är baserad på Patricia Highsmiths roman Glascellen.

## Utmärkelser
Filmen vann Tyska filmpriset för bästa film 1978.

## Roller i urval
- Helmut Griem - Phillip Braun
- Brigitte Fossey - Lisa Braun
- Dieter Laser - David Reinelt
- Walter Kohut - Robert Lasky
- Bernhard Wicki - kommissarien
- Günter Strack - direktör Goller
- Claudius Kracht - Timmie